# 詹相持
詹相持（1940年1月—），男，四川平昌人，中国编剧、导演，北京电影学院导演系教授。代表作有电影《樱》、《扬帆》等。